# Championnat du Congo féminin de football
Le championnat de République du Congo féminin de football est une compétition congolaise de football féminin.

## Palmarès
| Saison | Champion           | Vice-champion             |
| ------ | ------------------ | ------------------------- |
| 1994   | FCF La Source      | Azur-Sport                |
| 1996   | FCF La Source      | Azur-Sport                |
| 2000   | FCF La Source      | AC Colombe                |
| 2001   | FCF La Source      | Fleur du Ciel             |
| 2002   | FCF La Source      | AC Colombe                |
| 2003   | FCF La Source      |                           |
| 2004   | FCF La Source      | AC Colombe                |
| 2005   | AC Colombe         | Espérance                 |
| 2006   | FCF La Source      | Espérance                 |
| 2007   | FCF La Source      |                           |
| 2016   | AC Léopards        |                           |
| 2017   | FCF La Source      | AC Léopards et AC Colombe |
| 2018   | AS Epah Ngamba     | AC Colombe                |
| 2021   | AC Colombe         |                           |
| 2022   | AS Epah Ngamba     |                           |
| 2023   | CSMD Diables Noirs |                           |

| Club                            | Titres |
| ------------------------------- | ------ |
| FCF La Source                   | 10     |
| AC Colombe, AS Epah Ngamba      | 2      |
| AC Léopards, CSMD Diables Noirs | 1      |